# Langenselbold

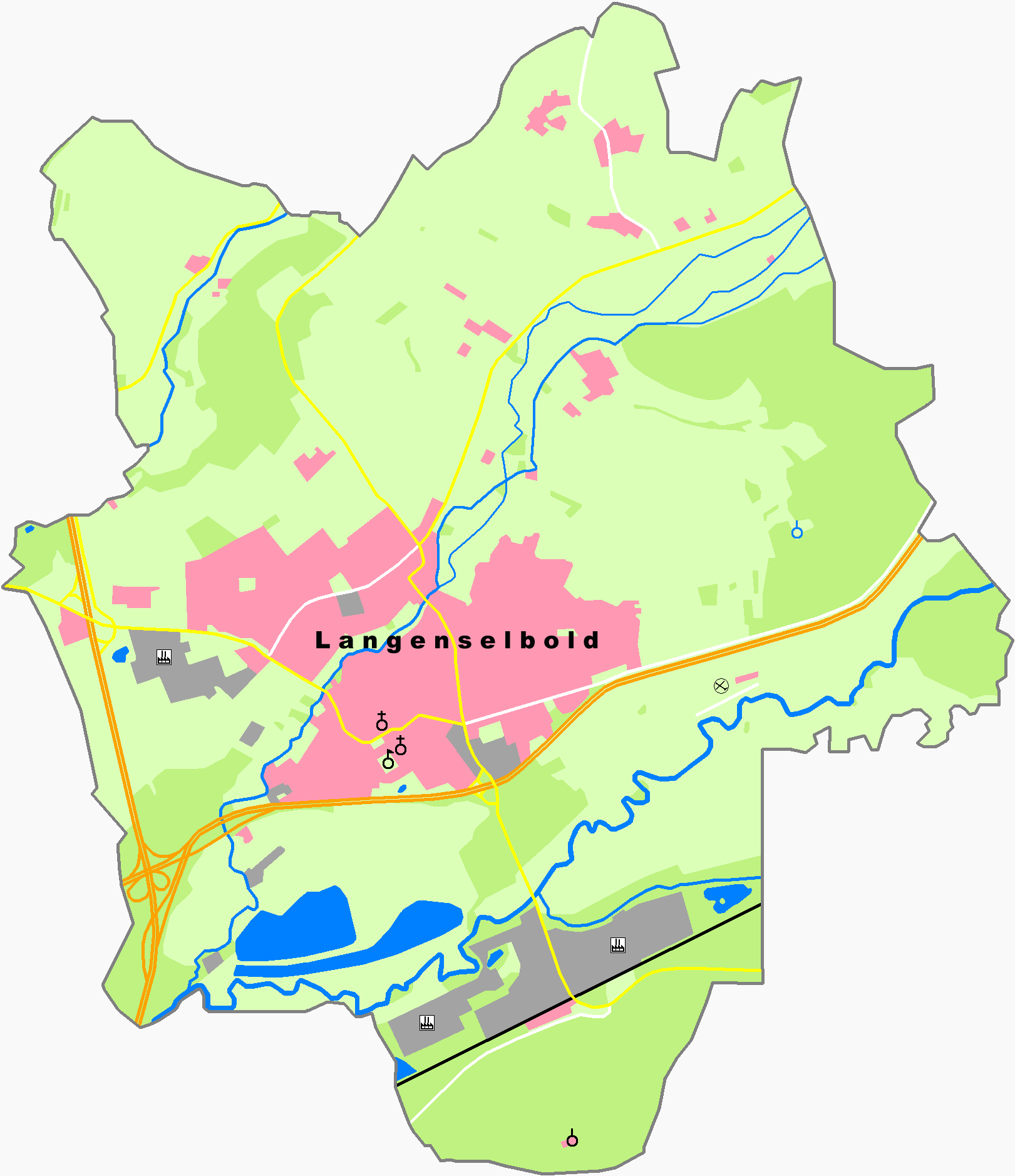
Stadtgebiet von Langenselbold

Langenselbold ist eine große Kleinstadt im Main-Kinzig-Kreis mit 14.048 Einwohnern (Stand: Juni 2019) und liegt im Süden von Hessen im Kinzigtal zwischen Gelnhausen und Hanau.

## Geografie

### Geografische Lage
Langenselbold liegt am Rande des Kinzigtals (NSG). Der nordöstliche Teil der Stadt liegt am Weinberg. Durch Langenselbold fließt die Gründau, die bei Langenselbold in die Kinzig mündet. In unmittelbarer Nachbarschaft zur Stadt liegen die künstlich angelegten Gewässer Ruhlsee und der Kinzigsee, der intensiv für Freizeitaktivitäten genutzt wird, sowie der Birkenweiher in Bahnhofsnähe. Ebenfalls zur Gemarkung Langenselbold gehört der Buchberg.

### Nachbargemeinden
Langenselbold grenzt im Norden an die Gemeinde Ronneburg, im Osten an die Gemeinden Gründau und Hasselroth, im Süden an die Gemeinde Rodenbach sowie im Westen an die Stadt Erlensee und die Gemeinde Neuberg.

### Stadtgliederung
Langenselbold besitzt keine offiziellen Stadtteile. Ursprünglich gab es die Orte bzw. Ortsteile Klosterberg, Oberdorf, Hinserdorf und Hausen. Historisch und politisch wird Langenselbold jedoch als eine geschlossene Ortschaft aufgefasst.

## Geschichte

### Mittelalter

#### Hochmittelalter

Bruderdiebacher Hofmühle

Die älteste erhaltene urkundliche Erwähnung von (Langen-)Selbold datiert von 1108. Hier bestätigte Papst Paschalis II die Stiftung des Klosters Selbold durch Graf Dietmar von Selbold-Gelnhausen (der dem Adelsgeschlecht der Reginbodonen entstammte) und stellte das Kloster unter seinen Schutz und gewährte dem Kloster verschiedene Freiheiten. Nach Forschungen von Wolfgang Hartmann kam Dietmar durch seine den Ludowingern und Wettinern nahestehende Gattin Adelheid zu Besitz in Thüringen, insbesondere in Camburg und weiteren Orten im heutigen Saale-Holzland-Kreis. Hartmann schlussfolgert, dass in Thüringen die Gründungen mehrerer Burgen und Klöster auf Nachkommen des Ehepaares zurückgehen. Der – obwohl mit den Saliern verwandt – kaiserfeindlich gesinnte Graf Dietmar fiel wahrscheinlich 1115 in der Schlacht am Welfesholz. Wolfgang Hartmann vermutet, dass die Statuen Dietmars von Selbold, seiner Gattin Adelheid und seines Sohnes Timo unter den berühmten Stifterfiguren im Naumburger Dom stehen und die politische Programmatik dieses Skulpturenzyklus prägen.

#### Spätmittelalter
Seit dem 13. Jahrhundert ist ein Niederadligen-Geschlecht fassbar, das sich von Selbold nennt und vermutlich über einen Sitz in Langenselbold verfügte. Nun gehörte Selbold zum Territorium von Kurmainz und dort zum Gericht Langenselbold, das Kurmainz 1426 zu einem Drittel an die Grafen von Hanau verpfändete. Diese Pfandschaft wurde 1476 von den Grafen von Isenburg eingelöst. Seitdem gehörte Langenselbold zu deren Grafschaft.

### Frühe Neuzeit
Die Gebäude des von Graf Dietmar in Selbold gegründeten Klosters wurden später von den Ysenburgern erworben, die dort 1727 das Schloss Langenselbold errichteten, das heute unter anderem die Stadtverwaltung nutzt.

### Im Fürstentum Isenburg (Rheinbund)
1806 entstand als Nachfolger des alten Reichsterritoriums Fürstentum Isenburg am 12. Juli 1806 in Paris das neue Fürstentum Isenburg unter Fürst Carl – es war ein Bundesstaat des rheinischen Bundes, einer Konföderation dessen Protektor Napoleon Bonaparte war (per
Abstimmung Empereur par la volonté nationale – Kaiser durch den Willen der Nation), wodurch Fürst Carl souverainer Fürst über alle isenburgische Lande wurde.
Napoleon soll insgesamt sieben Mal durch Langenselbold gekommen sein, zuletzt nach der Völkerschlacht bei Leipzig (16.–19. Oktober 1813) am 28./29. Oktober 1813. Es kam zum schnellen Rückzug der Grande Armée durch das Kinzigtal auf der neuen gut ausgebauten Straße mit Steinbahn, die erst 1810 dem Verkehr übergeben wurde. Die Avantgarde der österreichischen, preußischen und russischen Verfolger war den napoleonischen Truppen dicht auf den Fersen. Am 28. Oktober 1813 kamen größere Kolonnen nach Gelnhausen, wo sie aber von den Kosaken des Generals Tschernyschow (ca. 8000 Mann) vertrieben wurden. Napoleon hielt sich nicht in Gelnhausen auf, sondern stieg nachmittags in Rothenbergen bei dem Gastwirt Peter Schmick ab (Gasthaus Faß) und ließ sich beim Studium der Landkarten von ihm über die Geländeverhältnisse der Gegend beraten, die französische Avantgarde war derweil in ein Scharmützel mit österreichischen Truppen an der Abtshecke (östlich von Langenselbold) verwickelt. Gegen Abend erreichte Napoleon zu Fuß Langenselbold, um im dortigen Schloss des Fürsten Carl zu Isenburg zu übernachten. Derweil wählte Napoleons Generalquartiermeister ca. 70.000 kampffähige Soldaten der durch Rothenbergen marschierenden Kolonnen aus, um mit dem Verband über Hanau (Schlacht bei Hanau, ein letzter Sieg Napoleons in Deutschland) und Frankfurt Mainz (damals französisch als Mayence) zu erreichen.

### 1814/15 kriegsrechtlich besetzt unter dem Generalgouvernement Frankfurt
Isenburg war als „Feindesland“ kriegsrechtlich besetzt und wurde unter die Verwaltung des neu gebildeten Generalgouvernements Frankfurt (amtlich: General-Gouvernement des Großherzogthums Frankfurt und des Fürstenthums Isenburg) gestellt. Auf Antrag der Ehefrau des als Napoleon-Freund verdächtigten, nach Basel geflohenen Fürsten, Charlotte Auguste zu Erbach-Erbach, die seinerzeit Regentin des Fürstentums war, beschied Fürst Metternich diese mit Bescheid vom 15. Februar 1815, dass er veranlassen werde, das Fürstentum aus der Abhängigkeit vom Generalgouvernement in Frankfurt zu entlassen. Die von der Fürstin erhoffte Wiederherstellung der Souveränität wurde ihr aber nicht zugesagt.

### Langenselbold kommt zu Österreich
Durch den Wiener Kongress gelangte Isenburg am 8. Juni 1815 an Österreich, der Kaiser ergriff am 3. Juli 1815 von dem Land Besitz (Kaiser Franz I., von dem Hof-Feldlager Saarburg aus). Gleichwohl war es ab diesem Zeitpunkt kein völkerrechtliches Subjekt mehr, der Staat Isenburg war rechtlich untergegangen.

### Langenselbold kommt zu Kurhessen
Die Zugehörigkeit zu Österreich dauerte nur ein Jahr, denn nach dem Tausch mit Bayern (Salzburg zu Österreich, Würzburg zu Bayern) hatte man in Wien anscheinend kein Interesse mehr an Isenburg. Österreich übergab es dem Großherzog von Hessen, der sich mit dem Kurfürsten (Hessen-Kassel) auf eine Teilung einigte, die Mitte 1816 vollzogen wurde, obwohl die Vorsteher sämtlicher Isenburger Gemeinden (es waren allerdings nur die Ortsvorsteher der Gemeinden im ehemaligen Territorium Isenburg-Birstein, also nicht die der Gemeinden in den Gebieten der gräflichen Linien) eine gemeinsame Eingabe vom 1. August 1815 an den Kaiser von Österreich gerichtet hatten, mit dem Ziel die Selbständigkeit zu erhalten. Das Kurfürstentum ordnete 1821 seine Verwaltung neu: Langenselbold gehörte ab 1821 zum Kreis Gelnhausen in der Provinz Hanau. Mit der nach der Auflösung des Kreises Salmünster 1830 folgenden Neugliederung der Kreise in Kurhessen kam Langenselbold zum Kreis Hanau. Das Kurfürstentum Hessen stand nach dem Deutschen Krieg auf der Verliererseite und wurde vom Königreich Preußen annektiert; Langenselbold verblieb auch in Preußen im Kreis Hanau (ab 1886 Landkreis Hanau in der preußischen Provinz Hessen-Nassau, Regierungsbezirk Kassel, ab 1. Juli 1944 Regierungsbezirk Wiesbaden). Gerichtlich bestand in Langenselbold das Justizamt Langenselbold und nach der Annexion das Amtsgericht Langenselbold.

### 20. Jahrhundert
Nach dem Zweiten Weltkrieg gehörte Langenselbold weiterhin zum Landkreis Hanau im am 19. September 1945 durch die Proklamation Nr. 2 des Oberbefehlshabers der amerikanischen Streitkräfte in Europa, General Dwight D. Eisenhower, neu gebildeten Staat Groß-Hessen und ab 1946 im Land Hessen im Regierungsbezirk Wiesbaden und ab dem 7. Mai 1968 zum Regierungsbezirk Darmstadt. Nach der Gebietsreform in Hessen gehörte es ab 1974 zum Main-Kinzig-Kreis. Ab 1983 erhielt Langenselbold die Bezeichnung Stadt.

## Brauchtum
Die Selbolder Bürger bezeichnet man seit Jahrhunderten als Selbolder Raal. Zu erwähnen ist ebenfalls der Selbolder Bachtanz in der Furt zwischen Hinserdorf und Marktplatz.

## Politik

### Stadtverordnetenversammlung
Die Kommunalwahl am 14. März 2021 lieferte folgendes Ergebnis, in Vergleich gesetzt zu früheren Kommunalwahlen: Im November sorgte ein Wechsel in der Stadtverordnetenversammlung für eine Änderung der Sitzverteilung zugunsten der CDU. Die FDP verlor daraufhin ihren Fraktionsstatus.
| Sitzverteilung in der Stadtverordnetenversammlung, Stand November 2023Insgesamt 37 Sitze - SPD: 14 - Grüne: 6 - FDP: 1 - CDU: 11 - FW: 5 | Parteien und Wählergemeinschaften | Parteien und Wählergemeinschaften            | % 2021 | Sitze 2021 | % 2016 | Sitze 2016 | % 2011 | Sitze 2011 | % 2006 | Sitze 2006 | % 2001 | Sitze 2001 |
| Sitzverteilung in der Stadtverordnetenversammlung, Stand November 2023Insgesamt 37 Sitze - SPD: 14 - Grüne: 6 - FDP: 1 - CDU: 11 - FW: 5 | CDU                               | Christlich Demokratische Union Deutschlands  | 28,1   | 11(10)     | 41,5   | 15         | 47,0   | 17         | 53,0   | 20         | 52,4   | 19         |
| Sitzverteilung in der Stadtverordnetenversammlung, Stand November 2023Insgesamt 37 Sitze - SPD: 14 - Grüne: 6 - FDP: 1 - CDU: 11 - FW: 5 | SPD                               | Sozialdemokratische Partei Deutschlands      | 37,9   | 14         | 38,3   | 14         | 35,1   | 13         | 35,9   | 13         | 33,3   | 12         |
| Sitzverteilung in der Stadtverordnetenversammlung, Stand November 2023Insgesamt 37 Sitze - SPD: 14 - Grüne: 6 - FDP: 1 - CDU: 11 - FW: 5 | FW                                | Freie Wähler Langenselbold                   | 13,1   | 5          | 9,6    | 4          | 3,6    | 1          | —      | —          | —      | —          |
| Sitzverteilung in der Stadtverordnetenversammlung, Stand November 2023Insgesamt 37 Sitze - SPD: 14 - Grüne: 6 - FDP: 1 - CDU: 11 - FW: 5 | FDP                               | Freie Demokratische Partei (fraktionslos)    | 6,2    | 1(2)       | 4,3    | 2          | 1,9    | 1          | 3,4    | 1          | 4,2    | 2          |
| Sitzverteilung in der Stadtverordnetenversammlung, Stand November 2023Insgesamt 37 Sitze - SPD: 14 - Grüne: 6 - FDP: 1 - CDU: 11 - FW: 5 | GRÜNE                             | Bündnis 90/Die Grünen                        | 14,8   | 6          | 6,4    | 2          | —      | —          | —      | —          | —      | —          |
| Sitzverteilung in der Stadtverordnetenversammlung, Stand November 2023Insgesamt 37 Sitze - SPD: 14 - Grüne: 6 - FDP: 1 - CDU: 11 - FW: 5 | GAL                               | Offene Liste GRÜNE-ALTERNATIVE Langenselbold | —      | —          | —      | —          | 12,4   | 5          | 7,8    | 3          | 6,3    | 2          |
| Sitzverteilung in der Stadtverordnetenversammlung, Stand November 2023Insgesamt 37 Sitze - SPD: 14 - Grüne: 6 - FDP: 1 - CDU: 11 - FW: 5 | UWL                               | Unabhängige Wählergemeinschaft Langenselbold | —      | —          | —      | —          | —      | —          | —      | —          | 3,9    | 2          |
| Sitzverteilung in der Stadtverordnetenversammlung, Stand November 2023Insgesamt 37 Sitze - SPD: 14 - Grüne: 6 - FDP: 1 - CDU: 11 - FW: 5 | gesamt                            | gesamt                                       | 100,0  | 37         | 100,0  | 37         | 100,0  | 37         | 100,0  | 37         | 100,0  | 37         |
| Sitzverteilung in der Stadtverordnetenversammlung, Stand November 2023Insgesamt 37 Sitze - SPD: 14 - Grüne: 6 - FDP: 1 - CDU: 11 - FW: 5 | Wahlbeteiligung in %              | Wahlbeteiligung in %                         | 48,0   | 48,0       | 55,0   | 55,0       | 50,1   | 50,1       | 49,5   | 49,5       | 57,7   | 57,7       |

### Bürgermeister

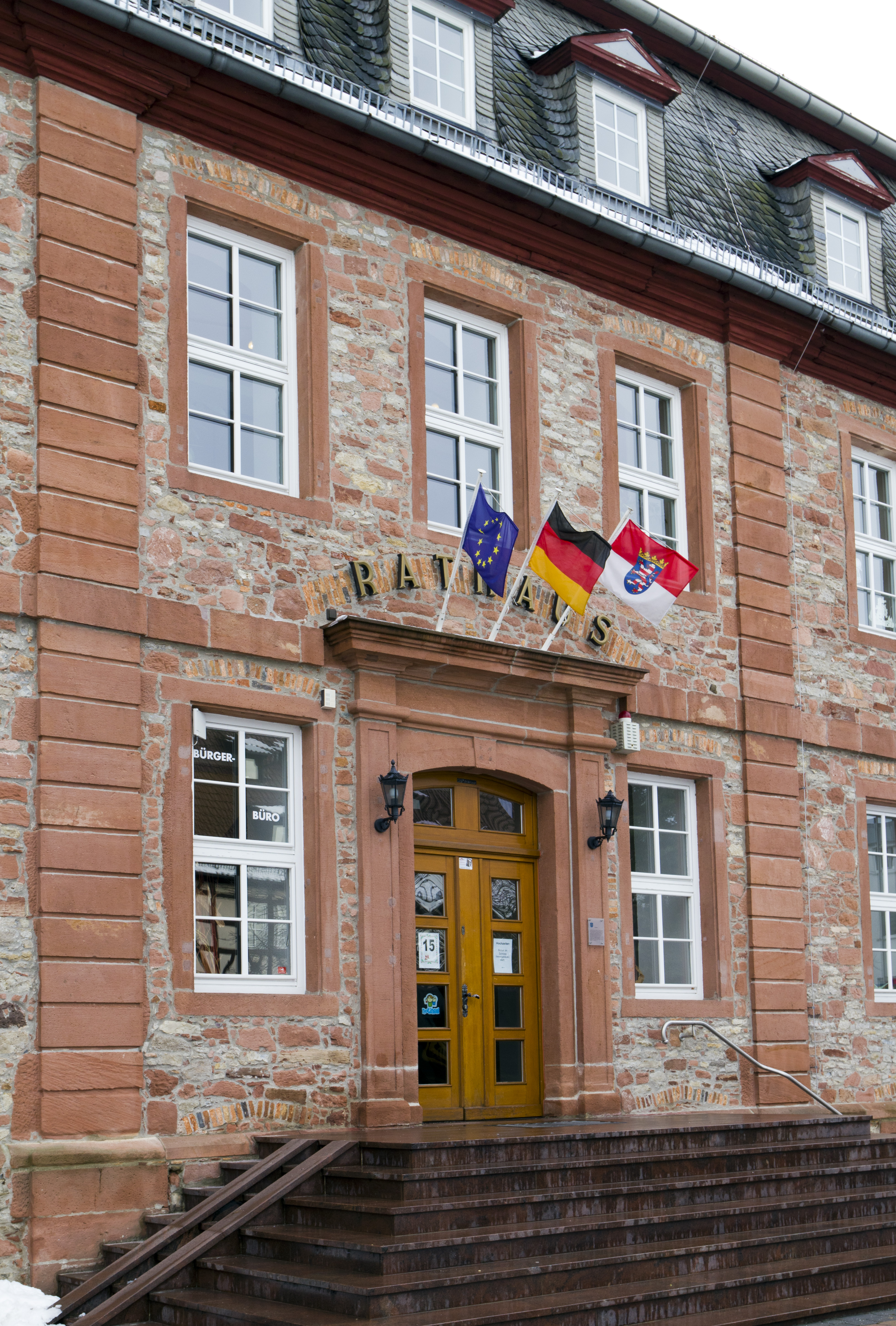
Rathaus

Nach der hessischen Kommunalverfassung wird der Bürgermeister für eine sechsjährige Amtszeit gewählt, seit dem Jahr 1993 in einer Direktwahl, und ist Vorsitzender des Magistrats, dem in der Stadt Langenselbold neben dem Bürgermeister hauptamtlich ein Erster Stadtrat und ehrenamtlich sechs weitere Stadträte angehören. Bürgermeister ist seit dem 1. Juni 2020 Timo Greuel (SPD), der bis dahin als Erster Stadtrat dem Magistrat angehörte. Er wurde als Nachfolger von Jörg Muth (CDU), der nach zwei Amtszeiten nicht wieder kandidiert hatte und in Ruhestand ging, am 2. Februar 2020 in einer Stichwahl bei 46,7 Prozent Wahlbeteiligung mit 67,8 Prozent der Stimmen gewählt.
Amtszeiten der Bürgermeister
- 2020–2026 Timo Greuel (SPD)[29]
- 2008–2020 Jörg Muth (CDU)[30]
- 1996–2008 Heiko Kasseckert (CDU)
- 1984–1996 Hans Peter Ebner (SPD)[34]

### Wappen und Flagge
Wappen

| Wappen von Langenselbold | Blasonierung: „In Blau ein kugelendiges goldenes Kreuz belegt mit einem silbernen Rahmen, in dem auf der Kreuzmitte ein silberner Schild mit zwei schwarzen Balken steht.“ |
| Wappen von Langenselbold | Das Wappen wurde der damaligen Gemeinde Langenselbold in Landkreis Hanau am 19. Januar 1961 durch das Hessische Innenministerium genehmigt. Gestaltet wurde es in seiner heutigen Form durch den Bad Nauheimer Heraldiker Heinz Ritt. Es basiert auf einem Gerichtssiegel von 1713. Das Kreuz soll wohl für das frühere Prämonstratenserstift in Ort stehen. Der Rahmen soll das alte Ortszeichen sein. Das Schild in der Mitte ist das Wappen der Grafen von Isenburg zu deren Herrschaftsbereich der Ort früher gehörte. |

Flagge
Die Flagge wurde der damaligen Gemeinde Langenselbold im Landkreis Hanau am 15. Januar 1962 durch das Hessische Innenministerium genehmigt und wird wie folgt beschrieben:
 „Ein blau-gelbes Flaggenfeld mit eingesprengter Spitze; in dieser befindet sich das Gemeindewappen.“ 

### Städtepartnerschaften
Mondelange (Frankreich), Simpelveld (Niederlande)
Kooperationsstadt:
Bad Klosterlausnitz (Thüringen)

### Wahlkreise
Auf Bundesebene ist Langenselbold Teil des Wahlkreises 180 Hanau, welcher aktuell von Lennard Oehl (SPD) vertreten wird.
Auf Landesebene gehört Langenselbold zum Wahlkreis 40 Main-Kinzig I, welcher seit 2018 von Max Schad (CDU) vertreten wird.

## Kultur und Sehenswürdigkeiten

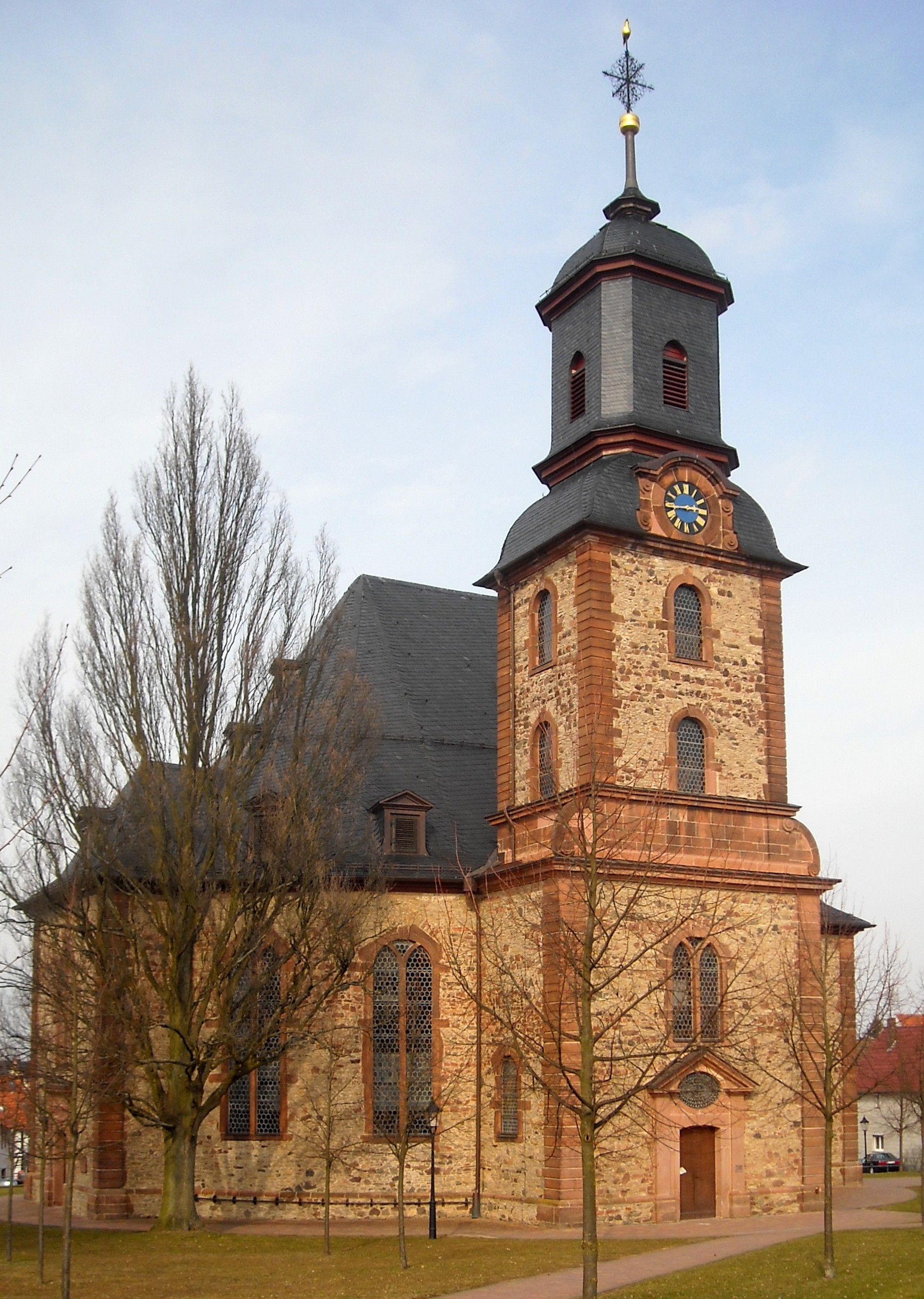
Evangelische Kirche

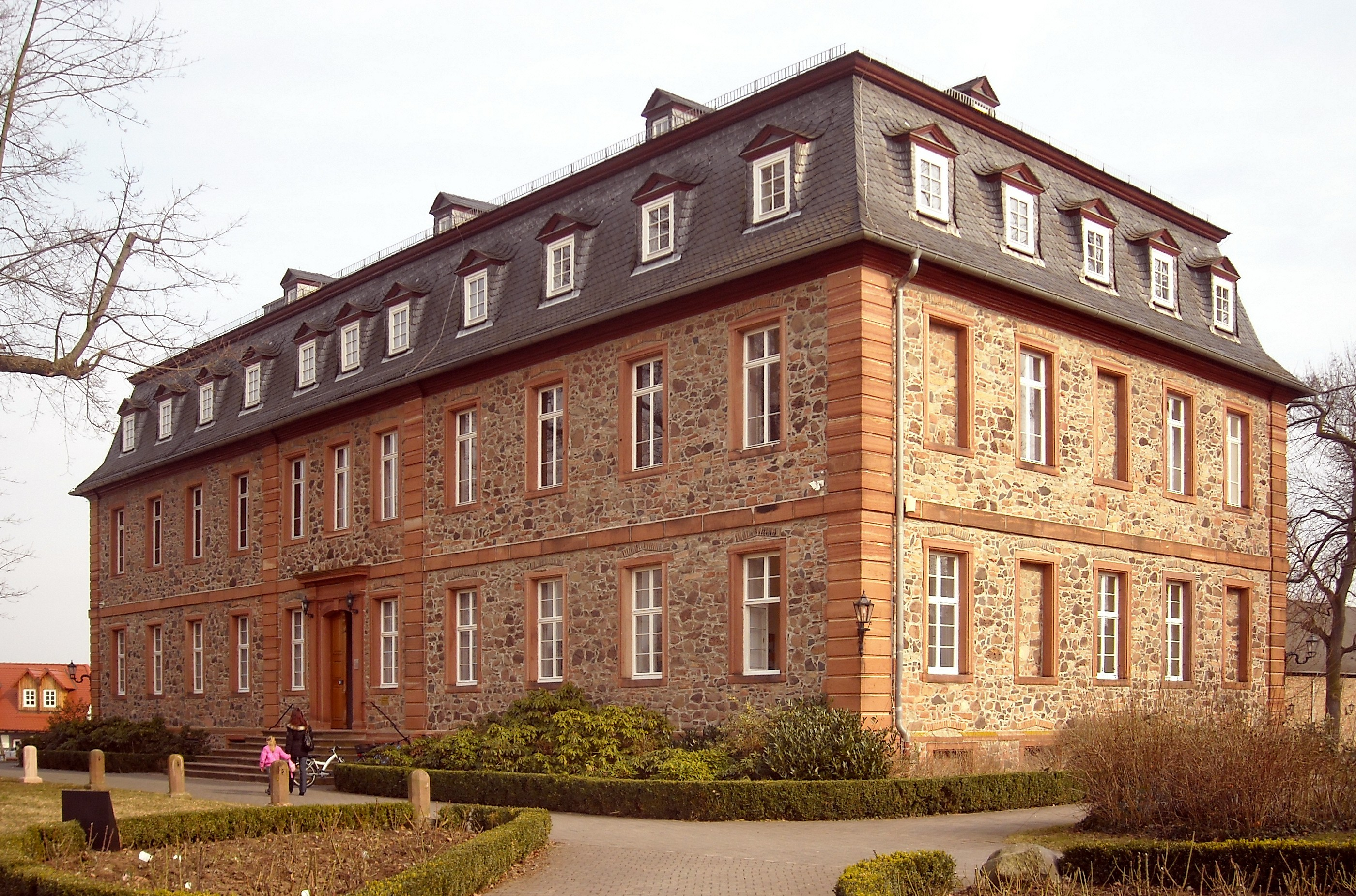
Schloss Langenselbold

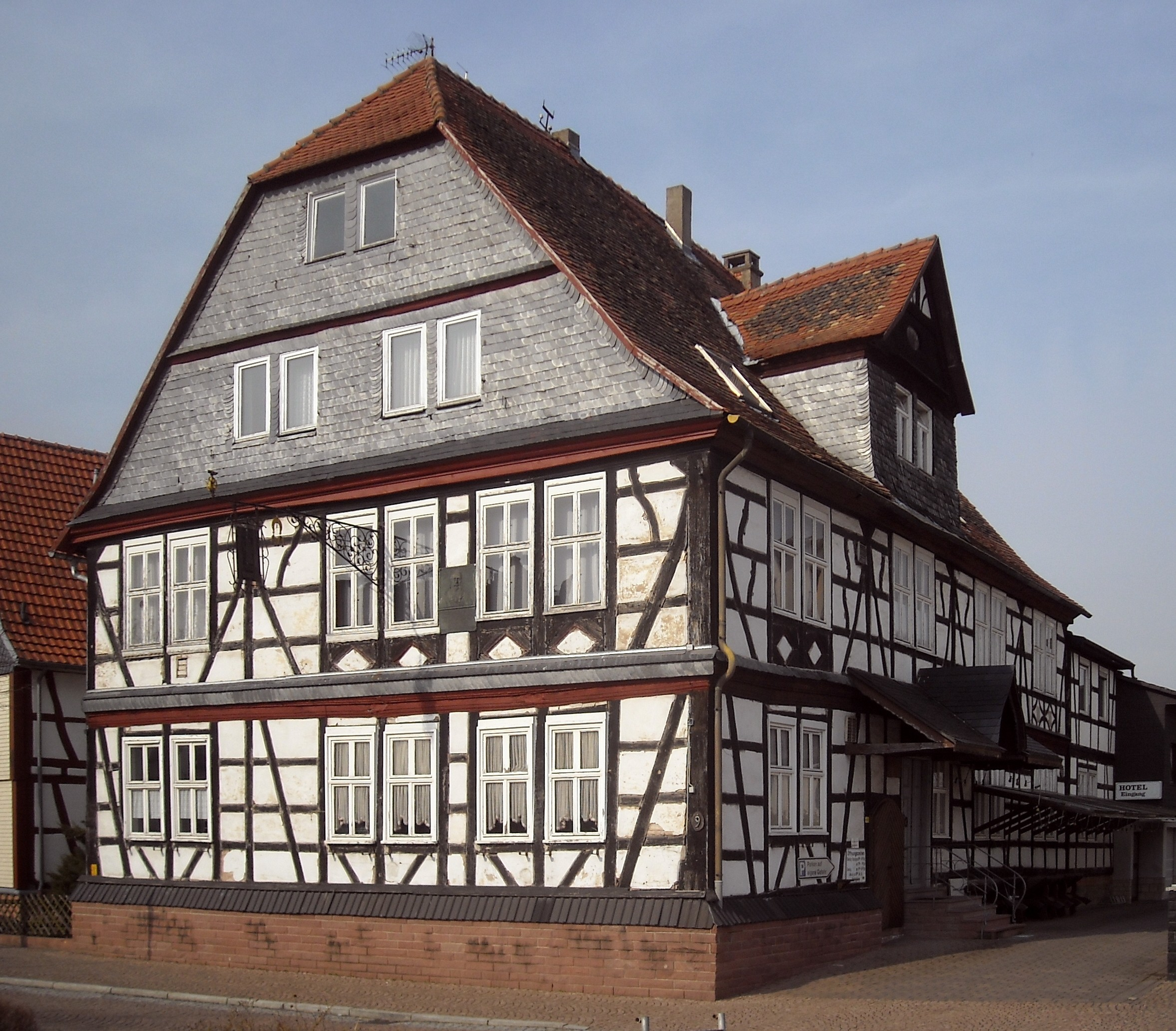
Gasthaus Zum Goldenen Engel

Wichtigste Sehenswürdigkeit ist die evangelische Kirche, eine Querkirche, die von 1727 bis 1735 erbaut wurde. Sie bildet gemeinsam mit dem barocken Langenselbolder Schloss und dem dazugehörenden Schlosspark das Schlossensemble. Die Kirche birgt eine neue Orgel aus der Werkstatt der Orgelbau Waltershausen GmbH aus dem Jahre 2009 mit zwei Manualen und Pedal bei 32 Registern (Doppelregistratur), der Prospektentwurf stammt von Aaron Werbick.
Heute beherbergt das Schloss die Stadtverwaltung, die Ballettschule im Schloss, ein Jugendzentrum, ein Kongresszentrum sowie das Heimatmuseum.
Ein weiterer Ort kultureller Veranstaltungen ist die Klosterberghalle. Das historische Gasthaus „Zum Goldenen Engel“ am Marktplatz, nach dem ehemaligen Eigentümer auch Peruth (sprich: Perrut) genannt, ist nach der Restaurierung kein Gasthaus mehr, sondern ein Wohnhaus.
Einmal im Jahr findet der Radlersonntag Kinzigtal total statt, der durch das Stadtgebiet verläuft.

## Touristik
Durch den Ort führen Radwanderwege:
- Der BahnRadweg Hessen führt auf ehemaligen Bahntrassen ca. 250 km durch den Vogelsberg und die Rhön.
- Der Hessische Radfernweg R3 führt als Rhein-Main-Kinzig-Radweg von Rüdesheim nach Tann in der Rhön.

## Religion

### Religionszugehörigkeit
31. Dezember 2006
| Konfession  | Mitglieder |
| ----------- | ---------- |
| Evangelisch | 6.426      |
| Katholisch  | etwa 1.000 |

### Kirchen und Religionsgemeinschaften

#### Evangelisch
- Evangelische Kirchengemeinde Langenselbold (Evangelische Kirche von Kurhessen-Waldeck)
Einrichtungen der Evangelischen Kirchengemeinde Langenselbold sind das Katharina-von-Bora-Haus sowie das Jochen-Klepper-Haus.

#### Katholisch
- Pfarrgemeinde Maria Königin Langenselbold (Diözese Fulda). Sie zählt zum Dekanat Hanau

#### Neuapostolisch
- Neuapostolische Gemeinde Langenselbold (Bezirk Offenbach)

#### Weitere

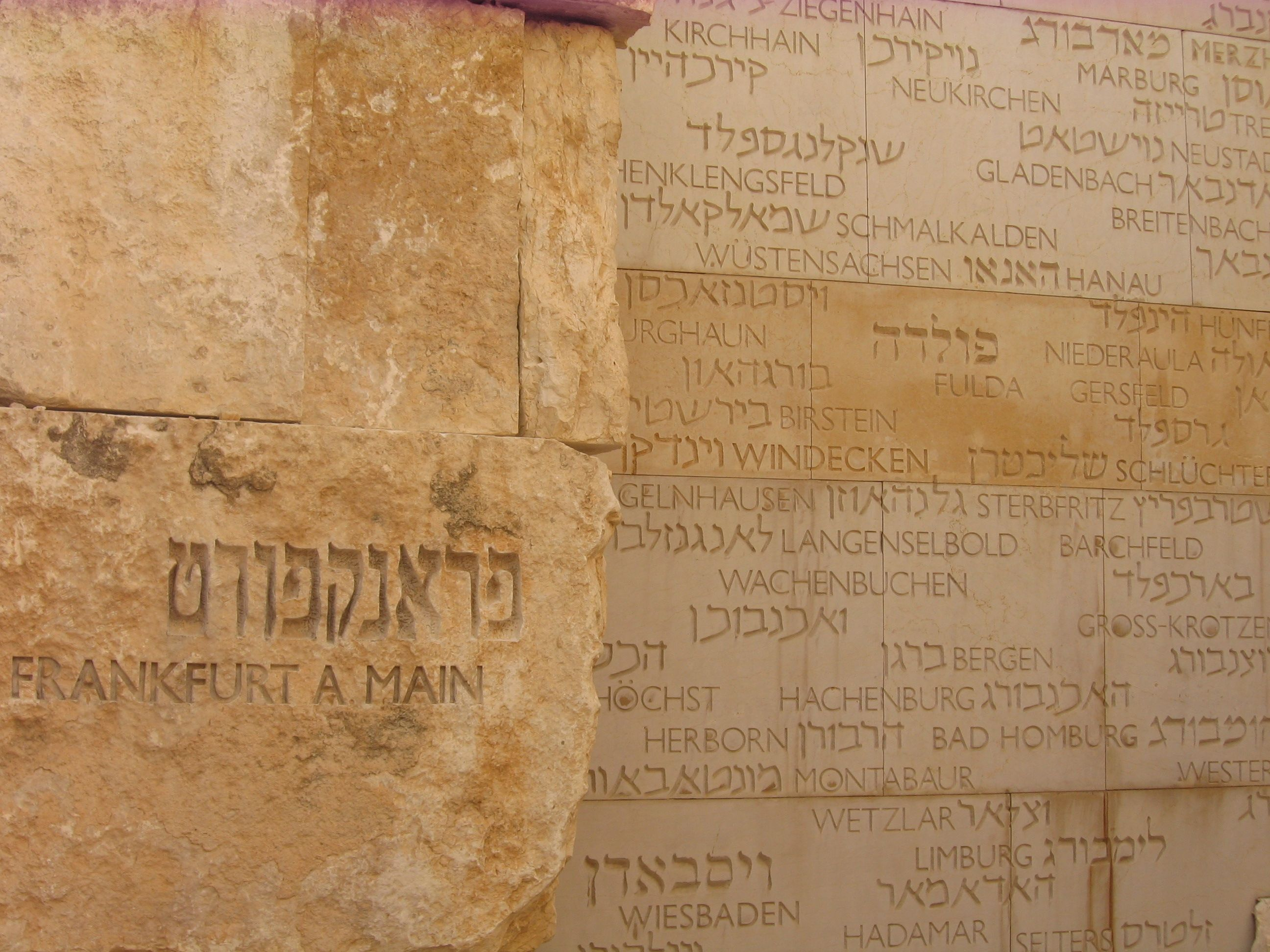
Gedenkinschrift für jüdische Gemeinden im Tal der Gemeinden in Yad Vashem, unter anderem auch für die in Langenselbold

- Buddhistisches Kloster „Wat Puttabenjapon“, ein Mönchskloster der thailändischen Therevāda-Waldtradition. Es besteht aus einer großen Sala (Meditations- und Andachtssaal), einer Bibliothek, fünf Kutis (Wohnräume für Mönche) und Unterkünften für Meditationsgäste.

- In Langenselbold ist ein Königreichssaal der Zeugen Jehovas ansässig. Er befindet sich in unmittelbarer Nähe zur Käthe-Kollwitz-Schule.

- Langenselbold hatte eine jüdische Gemeinde, die durch den Terror der Nationalsozialisten vernichtet wurde. Der Friedhof der Gemeinde ist an der Gründau erhalten.

## Museen
Auf rund 300 m² Ausstellungsfläche beschäftigt sich das Langenselbolder Heimatmuseum mit der Geschichte der Stadt.
In den beiden unteren Räumen werden Exponate aus der Landwirtschaft, dem Handwerk sowie aus Ausgrabungen in der Gemarkung Langenselbold bis zurück ins Jahr 1000 v. Chr. gezeigt.
Das obere Stockwerk ist dem Haushalt des ausgehenden 19. Jahrhunderts bis zum Beginn des 20. Jahrhunderts gewidmet. Außerdem ist ein Kaufladen aus der Zeit um 1900 ausgestellt.

## Verkehr
Langenselbold liegt im östlichen Rhein-Main-Gebiet und ist am Langenselbolder Dreieck an das deutsche Autobahnnetz angebunden (A 45 Sauerlandlinie Aschaffenburg-Ruhrgebiet und A 66 Wiesbaden-Frankfurt-Fulda).

### ÖPNV

#### Bahn

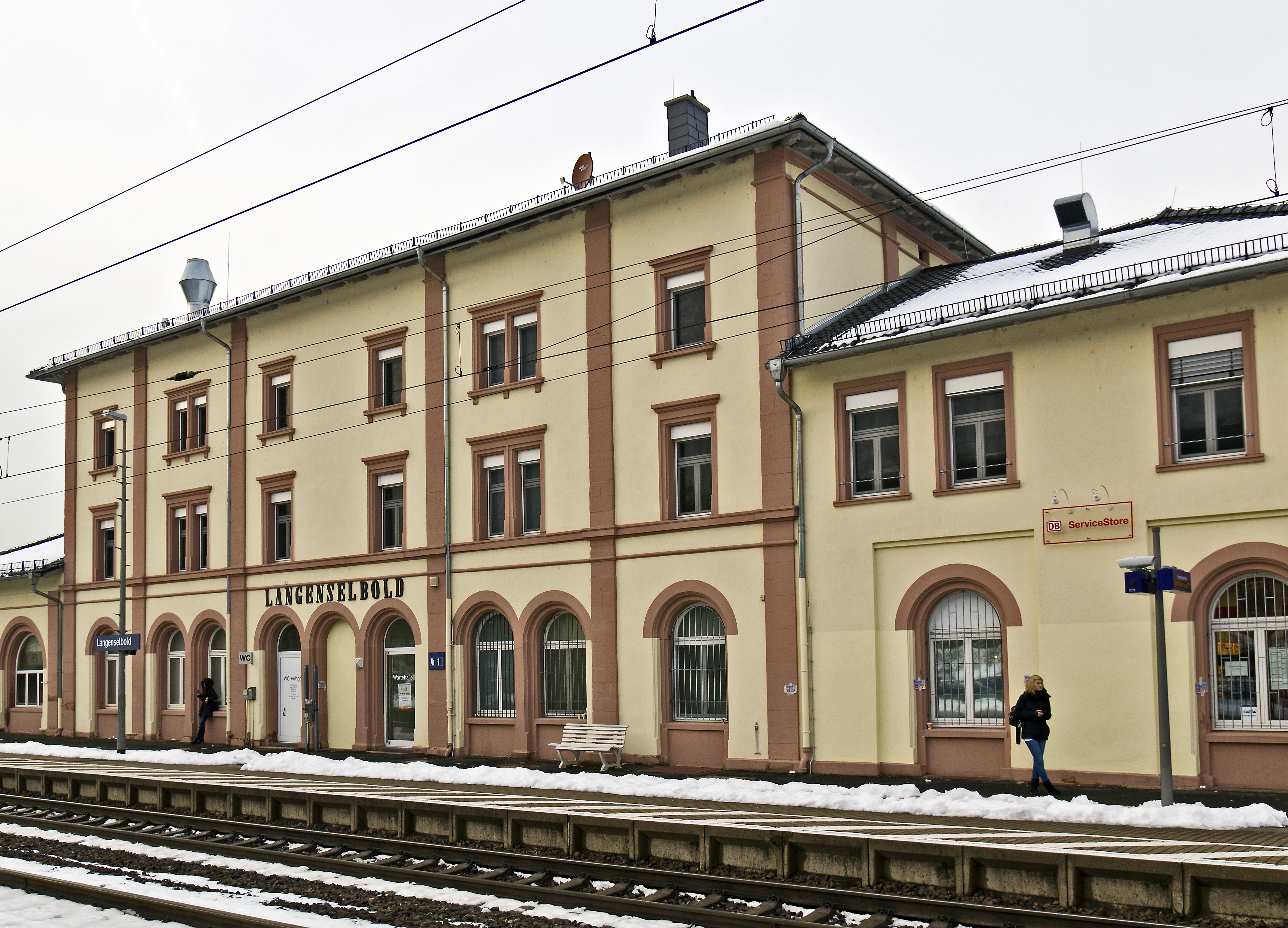
Bahnhof Langenselbold

Der Bahnhof Langenselbold liegt an der Kinzigtalbahn, 2 km südlich des Ortskerns. Hier halten Regionalbahnen und Regional-Express-Züge.

#### Bus
Langenselbold ist durch mehrere ÖPNV-Systeme an den Main-Kinzig-Kreis und das Rhein-Main-Gebiet angeschlossen.
Dieses sind der Rhein-Main-Verkehrsverbund (RMV) und die Kreisverkehrsgesellschaft Main-Kinzig (KVG Main-Kinzig). Der Busbahnhof befindet sich am Bahnhof Langenselbold. Weitere Bushaltestellen befinden sich verteilt im Stadtgebiet von Langenselbold.

### Taxi
In Langenselbold existiert eine Taxizentrale mit mehreren Fahrzeugen die rund um die Uhr zur Verfügung stehen.

### Autovermietungen
In Langenselbold existieren mehrere Anmietstationen von Autovermietungen.

## Schulen und Bildung
- Schule am Weinberg (Grundschule)[37]
- Schule an der Gründau (Grundschule)[38]
- Käthe-Kollwitz-Schule (Integrierte Gesamtschule)[39]
- Fröbelschule, Schule für Lernhilfe (Förderschule)

## Einwohnerentwicklung
1821 hatte Langenselbold 1682 Einwohner. Nach dem Zweiten Weltkrieg zogen zunächst vorwiegend Flüchtlinge und Heimatvertriebene aus den deutschen Ostgebieten zu. Auch danach entschieden sich zahlreiche Neubürger für Langenselbold als Wohnort, so dass die Stadt mittlerweile 14.048 Einwohner zählt (Stand 30. Juni 2019).

## Ansässige Unternehmen

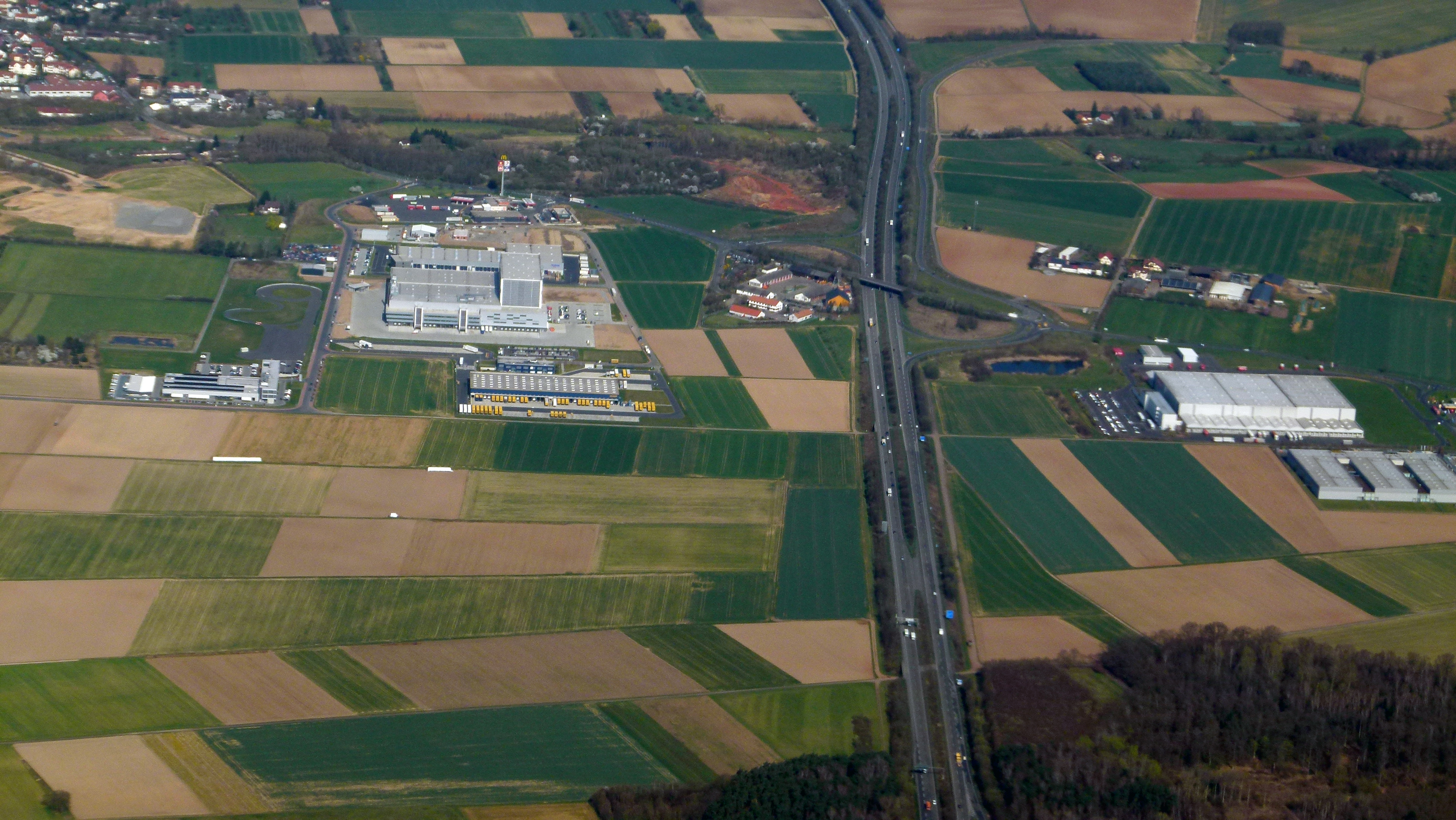
Luftbild vom Gewerbepark

Größere ansässige Unternehmen sind Thermo Fisher Scientific (ehemals Kendro Laboratory Products GmbH) sowie die Firma Möbel Höffner (Möbelhaus) (ehemals Möbel Walther) mit einem Hochregallager.
Der Otto-Konzern betreibt am Bahnhof ein Versandlager der Firma Schwab Versand und die Logistik des Berliner Internetversandhauses MyToys.
Die ALDI SÜD GmbH & Co. KG betreibt im Gewerbegebiet eines von 32 Zentrallagern in Süddeutschland. Die IDV GmbH vertreibt von Langenselbold aus die Marke Megaman EnergieSparLampen.
Daneben gibt es zahlreiche kleine und mittlere Unternehmen wie unter anderem die Dröll GmbH (CNC-Fertigung) spezialisiert auf VA-bearbeitung, die Departmentgreen GmbH, die das Modelabel George, Gina & Lucy vertreibt, und die Elementar Analysensysteme GmbH (Elementaranalyse und Stabilisotopenanalyse).

## Medizinische Versorgung
Die stationäre medizinische Versorgung wird durch die Krankenhäuser im benachbarten Hanau (Klinikum Stadt Hanau und Vinzenzkrankenhaus) sowie durch die Main-Kinzig-Kliniken in Gelnhausen gesichert.
Die hausärztliche Versorgung sichern 3 hausärztlich tätige Allgemeinärzte und Internisten.
Fachärztliche Medizin gibt es in den Bereichen Gynäkologie, Dermatologie, Kinderheilkunde, Kardiologie, Nephrologie, Augenheilkunde sowie in zwei diabetologischen Schwerpunktpraxen, sowie in einer Dialysepraxis.
Die nächsten Bereitschaftspraxen des Ärztlichen Bereitschaftsdienstes (ÄBD) für den Nacht- und Wochenenddienst befinden sich an den Krankenhäusern in Hanau und Gelnhausen und sind unter der bundesweit einheitlichen Telefonnummer 116 117 zu erreichen.
Die rettungsdienstliche bzw. notfallmedizinische Versorgung (NOTRUF 112) stellt die am Feuerwehrhaus Langenselbold angeschlossene Rettungswache des Deutschen Roten Kreuzes sicher. An der Rettungswache Langenselbold sind an 365 Tagen im Jahr rund um die Uhr zwei Rettungswagen stationiert. Bei Notarzteinsätzen in Langenselbold werden die an den Hanauer bzw. Gelnhausener Kliniken stationierten NEF´s (Notarzteinsatzfahrzeug) hinzugezogen.
In Langenselbold gibt es insgesamt zwei Apotheken (Stand: Dezember 2022). Diese wirken auch im Apothekennotdienst in der Nacht und an den Wochenenden mit.

## Brandschutz
Die Feuerwehr der Stadt Langenselbold ist eine Freiwillige Feuerwehr mit derzeit rund 100 aktiven Feuerwehrmännern und -frauen. Das 2008 im Zusammenhang mit dem Hessentag komplett neu erbaute Feuerwehrhaus mit angegliederter Rettungswache des Deutschen Roten Kreuzes befindet sich in der Carl-Friedrich-Benz-Str. 2–4 in Langenselbold und entspricht allen derzeitigen technischen und räumlichen Anforderungen. Neben insgesamt 16 Fahrzeugstellplätzen in zwei Fahrzeughallen, einer Einsatzzentrale, Umkleiden, Sanitär- und Sozialräumen, einer Küche, Schulungs- und Ausbildungsräume, Jugendraum, div. Werkstätten, eine Waschhalle und einem großen Materiallager befindet sich auf dem Hof des grußzügigen Geländes zudem auch ein (nachts sogar beleuchteter) Notlandeplatz für Rettungshubschrauber.
Die Freiwillige Feuerwehr Langenselbold ist eine sog. „Stützpunktfeuerwehr“ und verfügt aus diesem Grund über mehrere Spezial- und Sonderfahrzeuge, (z. B. Drehleiter mit Rettungskorb, Großtanklöschfahrzeug, Vorausrüstwagen, Gerätewagen-Gefahrgut, Schlauchwagen). Mit ca. 200 Einsätzen im Jahr zählt die Feuerwehr Langenselbold zu den großen Freiwilligen Feuerwehren im Main-Kinzig-Kreis. Aufgeteilt in zwei sog. „Einsatzzüge“ stehen in der Regel immer die Hälfte der aktiven Feuerwehrleute in sofortiger Einsatzbereitschaft, um an 365 Tagen im Jahr rund um die Uhr den Schutz der Bevölkerung nach den gesetzlichen Vorgaben des Landes Hessen zuverlässig gewährleisten zu können. Bei großen Einsätzen können die Kräfte die sich nicht im Alarmbereitschaft habenden Einsatzzug befindlichen Feuerwehrleute jedoch unverzüglich nachalarmiert werden.
Die Feuerwehr Langenselbold unterstützt die umliegenden Gemeinden Neuberg, Rodenbach, Ronneburg, Hammersbach, Gründau, Hasselroth und Freigericht und ist als so genannter Autobahnfeuerwehr zusätzlich auch für Einsätze auf den an das Stadtgebiet angrenzenden Bundesautobahnen A 66 und A 45 und einigen stark frequentierten Bundesstraßen zuständig.
Die Feuerwehr der Stadt Langenselbold verfügt über eine eigene Internetpräsenz: www.feuerwehr-langenselbold.de.

## Polizei
Die für Langenselbold zuständige Polizeidienststelle ist die Polizeiinspektion Hanau-II (Hanau-Land) in der Cranachstraße 1 in Hanau im Stadtteil Lamboy. Sie ist über den Notruf der Polizei Telefon 110 oder über die Telefonnummer 06181 – 90100 rund um die Uhr zu erreichen.
Im Gewerbegebiet von Langenselbold direkt an der Anschlussstelle zur A 45 und in Nachbarschaft der Autobahnmeisterei befindet sich weiterhin eine Polizeiautobahnstation (PAST) der Hessischen Landespolizei.
Diese ist ebenfalls rund um die Uhr besetzt und einsatzbereit. Sie ist in der Regel primär für Einsätze auf den umliegenden hessischen Bundesautobahnen (A 66, A 45, A 3) zuständig. Bei bestimmten Einsatzlagen werden die Kräfte der Autobahnpolizeistation Langenselbold jedoch auch unterstützend in der Stadt Langenselbold und im Main-Kinzig-Kreis tätig.

## Sonstiges
Langenselbold besitzt einen eigenen Segelflugplatz, von dem aus Rundflüge über das Kinzigtal unternommen werden können. Zu den ortsansässigen Vereinen gehören unter anderem der Angelsportverein 1925, der Tennisclub TC 77, der Radsportclub 1911, der Ball-Sport-Verein 1975 sowie ein Tischtennisverein namens TG Langenselbold 1953, der Schachclub 1929, der Karate-Verein 1969, der SV 1930 Langenselbold und die Spvgg 1910 Langenselbold.
Der größte ortsansässige Verein ist mit ca. 1700 Mitgliedern der Turnverein 1886 Langenselbold, in welchem als Mehrspartenverein diverse Sportarten und auch etwa der Langenselbolder Karneval organisiert sind.
Das kulturelle Angebot wird in Langenselbold sehr groß geschrieben und überwiegend in entsprechenden Vereinen betrieben. Dazu gehören Musikvereine (zum Beispiel Original Kinzigtaler Musikanten 1990 e. V.) und die Gesangvereine Chorforum Eintracht, Sängerlust und der Volkschor.
Seit 1987 besteht die Krabbel- und Spielstube e. V. für Kinder im Alter von bis zu drei Jahren.
Neben den städtischen und konfessionellen Kindergärten und Horten besteht seit 2006 das langenselbolder Tageselternprojekt für Kinder zwischen 0 und 14 Jahren, vor allem aber für Kinder unter drei Jahren.
Im Jahr 2011 entstand das städtische U3-Haus für die Betreuung von Kindern unter drei Jahren.
Seit 2003 besteht in Langenselbold der Seniorenwohnpark Kinzigaue.
Seit über 25 Jahren gibt es auch ein Wohnheim für chronisch psychisch kranke erwachsene Menschen.
2009 fand der Hessentag in Langenselbold statt und im Rahmen dessen, am 10. Juni, das Fußball-Länderspiel der U-15-Nationalmannschaft gegen die Auswahlmannschaft von Polen.

## Persönlichkeiten

### Söhne und Töchter der Stadt
- Brigitte Bee (* 1953), Schriftstellerin
- Kurt Großkurth (1909–1975), Schauspieler und Sänger
- Willy Kaus (1900–1978), Unternehmer und Industrieller
- Johannes Koch (1849–1923), Abgeordneter des Provinziallandtages der preußischen Provinz Hessen-Nassau
- Uwe Müller (* 1963), Fußballspieler
- Fritz Reuter (1895–1971), Maler
- Joachim von Spindler (1899–1987), leitender Ministerialbeamter

### Mit Langenselbold verbunden
- Kim Irion (* 1991), Handballspielerin, spielte für den Turnverein 1886 Langenselbold
- Danny June Smith (* 1977), Sängerin und Songschreiberin, in Langenselbold aufgewachsen